# Frederikssund Symfoniorkester
Frederikssund Symfoniorkester er et amatørsymfoniorkester med basis i Frederikssund.
Orkestret er antageligt grundlagt i 2010, som opfølgning på et 3-årigt projekt "Musik over broen", der skulle samle den ny storkommunes udøvere af klassisk musik. Orkestret rummer amatørmusikere fra området, dygtige musikskoleelever og professionelle assistenter på visse poster. I øjeblikket ledes det af Syssen Kappel og Bo Davidsen. Repertoiret omfatter klassiske standardværker af moderat sværhedsgrad og mindre stykker af nyere dato.